# At Cazzies House
At Cazzies House – album na żywo Elvisa Presleya, składający się z koncertu z 24 kwietnia 1977 r. w Ann Arbor, MI.

## Lista utworów
1. "2001 Theme"
2. "See See Rider"
3. "I Got a Woman – Amen"
4. "Elvis welcomes The Audience"
5. "Love Me"
6. "If You Love Me"
7. "You Gave Me a Mountain"
8. "Tryin' To Get To You"
9. "’O sole mio – It’s Now or Never"
10. "Blue Hawaii"
11. "Little Sister"
12. "Teddy Bear – Don’t Be Cruel"
13. "Help Me"
14. "My Way"
15. "Poke Salad Annie"
16. "Band Introductions"
17. "Early Morning Rain – What’d I Say – Johnny B. Goode – Ronnie Tutt drum solo - Jerry Scheff bass solo -Tony Brown piano solo - Bobby Ogdin electric piano solo – School Days"
18. "Hurt"
19. "Hound Dog"
20. "Unchained Melody"
21. "Little Darlin'"
22. "Can’t Help Falling in Love"
23. "Closing Vamp"
24. "Announcements"